# Eikenwondgalwesp
De eikenwondgalwesp (Andricus quercuscorticis) is een vliesvleugelig insect uit de familie van de echte galwespen (Cynipidae). De wetenschappelijke naam van de soort is gepubliceerd in 1761 door Linnaeus.